# Ciemięga (południowy dopływ Bystrzycy)
Ciemięga (w górnym biegu: Krężniczanka, dawniej: Bełżyczka) – rzeka w województwie lubelskim, będąca lewobrzeżnym dopływem Bystrzycy. Rzeka wypływa między wsiami Zagórze i Krężnica Okrągła i kieruje się na wschód do Bełżyc. Tam przyjmuje ciek bez nazwy, przepływa wzdłuż głównej drogi miejscowości i stawów, po czym skręca lekko na południowy wschód w kierunku Babina, gdzie silnie meandruje. Wkrótce potem koło Radawczyka-Kolonii Pierwszej przyjmuje z lewej ciek o tej samej nazwie (od tego miejsca zmienia też nazwę na Ciemięga), zwaną też Radawczykiem, płynącą od Radawca Dużego i wkrótce potem kolejny ciek z prawej od strony Wymysłówki. Koło Strzeszkowic Dużych Pierwszych przepływa pod drogą krajową nr 19 i dalej łączy się z Nędznicą, w tym miejscu duży meander. Skręca lekko na północny wschód i przepływa w pobliżu głównej drogi w Krężnicy Jarej za obiektami usługowymi (dom weselny, pizzeria, stacja) i obok stawów. Niedługo później na bagnistym terenie uchodzi do Bystrzycy w Lublinie.
Dawna nazwa rzeki to Bzieniec, ale nazywano ją też Bzanką, potem przez pewien okres nie posiadała nazwy. W okolicach Strzeszkowic Małych uchodzi do niej Nędznica. Bieg po połączeniu rzek nazywa się często Nędznicą, jednak jest to dalszy ciąg Ciemięgi, która jest dłuższa w momencie spotkania. Rzeka uchodzi do Bystrzycy w granicach administracyjnych Lublina, przy ul. Marzanny.

## Miejscowości nad Ciemięgą
Rzeka płynie przez następujące miejscowości:
- Krężnica Okrągła
- Bełżyce
- Babin
- Zosin
- Jaroszewice
- Radawczyk-Kolonia Pierwsza (od tego miejsca rzeka zmienia nazwę na Ciemięga)
- Strzeszkowice Duże
- Strzeszkowice Małe
- Krężnica Jara
- Dys
- Lublin (właściwie tylko ujście)